# Tunnelbak

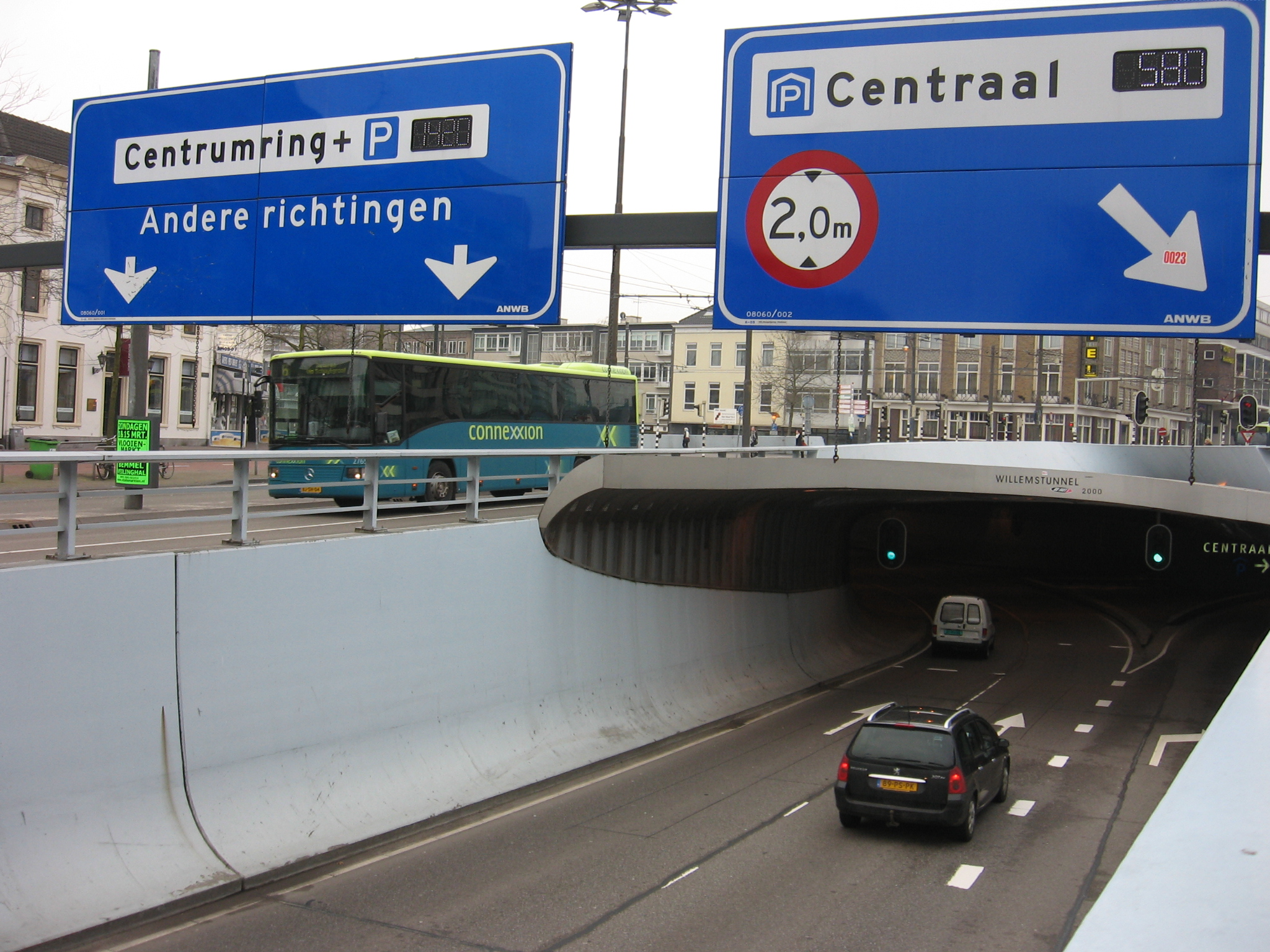
Tunnelbak aan het begin van de Willemstunnel in Arnhem

Een tunnelbak is een vorm van infrastructuur die verdiept is aangelegd, maar die aan de bovenzijde niet gesloten is. Soms wordt een tunnelbak aangrenzend aan een tunnel aangelegd. Een tunnelbak wordt zowel voor wegen als voor spoorwegen gebruikt. De wanden zijn meestal van beton. Een tunnelbak kan ook dienen als onderdeel van een tunnel. De overkapping wordt dan later toegevoegd, of een bestaande structuur maakt deel uit van de overkapping.
De term tunnelbak wordt overigens ook anders gebruikt, bijvoorbeeld voor een onafgewerkte tunnelstructuur. Zo schrijft men over een tunnelbak die onder een weg of spoorweg wordt geschoven, bijvoorbeeld bij traversen onder het spoor bij Station Tilburg (2014), Station Oisterwijk (2017) en Station Colmschate (2018), en in de Kanaalweg bij Dieren (2019). In veel gevallen betreft het geen bak in strikte zin, maar een overkapte structuur.